# Ventino
Ventino fue un grupo musical de pop colombiano, formado en Bogotá, Colombia. Estaba compuesto con 5 integrantes María Cristina "Makis" de Angulo, Camila Esguerra, Natalia Afanador, Juliana Pérez y Olga Lucía Vives. En enero de 2020 se anunció la salida de Juliana del grupo. 
Finalmente anunciaron su separación el 15 de febrero de 2024, mediante un comunicado a través de su perfil oficial de Instagram. 
El 25 de abril de 2024, lanzaron su último álbum titulado “Inevitables”

## Integrantes
- María Cristina "Makis" de Angulo Botero: Nació en Bogotá un 27 de octubre de 1997. Cursaba grado 10 cuando inició con el grupo. Su género musical favorito es el jazz.[3] Cuenta con una marca llamada "MakisandCream" en Instagram dónde pública recetas. Estudia psicología en la UOC. Tiene dos hermanos mayores y uno menor (Juan Pablo, Santiago y Martín De Angulo).
- Camila Esguerra Escobar: Nació en Bogotá un 9 de diciembre de 1996. A los 7 años cantaba en un coro, luego hizo teatro musical y empezó a cursar Literatura y Filosofía antes de hacer parte de Ventino.[4] Su género musical favorito es el rock clásico. Su referente colombiano es Shakira, pero también admira a Queen, es escritora de tres libros, uno llamado "Insomnio (s)", "La Sed De Mi" y "Museo de Nostalgias".[3] Tiene dos hermanos mayores (Alejandro y Fernando Esguerra).
- Natalia Afanador Reyes: Nació en Bogotá un 14 de agosto de 1996, es la mayor del grupo. Canta desde los 15 años. Estando en la banda empezó a estudiar administración de empresas pero debido a diferencias de interés en el programa, sumado al tiempo de ensayos y presentaciones, decidió retirarse de aquel pregrado.[4] A Natalia le gustan las baladas de Adele.[3] Actualmente tiene una marca llamada "By Natalia Afanador" donde vende pañuelos y accesorios de moda. Tiene dos hermanos mayores (Alejandro y Nicolás Afanador).
- Olga Lucía Vives Serrano: Nació en Santa Marta (Colombia) un 8 de mayo de 1998, es la menor del Grupo, en Santa Marta estudió los primeros años de su infancia en un colegio bilingüe, hasta que su familia se trasladó a Bogotá en donde entró a estudiar al colegio Los Nogales.[5] Canta desde los 11 años. Estudia Comunicación en la UOC. Es prima segunda del cantante Carlos Vives.[3] En 2021 hizo la voz doblada al español latino de Mirabel Madrigal en la película original de Disney Encanto basada en Colombia. Es fundadora de una marca ecológica llamada "Galia" (@galia_col) y de otra marca de tartas de queso llamada “Sanse” (@sanseyco). Tiene dos hermanas mayores (Maria Victoria y Gisela Vives).

- Juliana Pérez Bejarano, nacida en Bogotá el 20 de enero de 1998. Canta desde los 6 años. A esa edad ya hacía teatro musical.[6] Su género musical favorito es el R&B.[3] El 24 de enero de 2020 Juliana anuncia que se retiraba del grupo al considerar que no estaba dando el 100% y decidió retornar a sus estudios para graduarse como Profesional en Escritura creativa para el Entretenimiento.[7] Tiene una hermana mayor llamada Camila Pérez.

## Origen del nombre
En un principio, el quinteto colombiano era llamado por los medios locales "Las Princesas Disney", debido al éxito en redes sociales del vídeo Disney Princess Mash Up.  como el número de cantantes en el grupo. Luego de muchos intentos, quedaron con dos nombre en la lista: 
Calipso y Ventino, de los cuales escogieron «Ventino».

## Historia

### Inicios
Antes de crear Ventino, sus futuras integrantes iniciaron cantando obras musicales en el colegio. Natalia Afanador y Juliana Pérez estudiaban en el mismo colegio (Gimnasio La Montaña), mientras que Camila Esguerra, Makis de Angulo y Olga Vives estudiaban en otro colegio (Colegio Los Nogales). El 22 de octubre de 2014, Camila Esguerra y Natalia Afanador subieron a YouTube su primer video, que fue un cover de Chandelier y Diamonds, de Sia y Rihanna, respectivamente.

### Disney Princess Mash Up
Juan David Muñoz, un amigo en común de las cinco futuras integrantes de Ventino, había viajado a los Estados Unidos, en donde había asistido a una presentación de los jóvenes de Disney Channel, quienes habían cantado varias de las canciones clásicas de Disney. A su regreso a Colombia, a principios del 2015, Juan David tuvo la idea de reunir a sus amigas, de las que conocía el talento musical, para grabarles un vídeo en el que interpretaran algunas de las canciones de las películas de princesas de Disney. Fue así como el 8 de abril de 2015 subieron a YouTube una versión titulado Disney Princess Mash Up, que obtuvo un gran éxito en las redes sociales, alcanzando en un mes el millón de vistas en YouTube. Hasta el momento de la grabación de Disney Princess Mash Up, las cinco cantantes se conocían y admiraban entre sí, pero aún no eran amigas. Ninguna esperaba que la respuesta del público ante el vídeo fuera a ser tan positiva. Este hecho fue el que decidió de manera definitiva a las cinco integrantes a conformar el grupo, orientadas por Juan David Muñoz, quien pasó a ser su productor y mentor.

### I'm Not The Only One
El 21 de junio del 2015 subieron a YouTube una versión de I'm Not The Only One, del cantante inglés Sam Smith. El vídeo alcanzó en muy poco tiempo 46.000 reproducciones.

### Divas Tribute
El 12 de junio de 2016, Ventino subió a YouTube un cover en modo de mix, o mash up, titulado Divas Tribute, en tributo a cinco mujeres consideradas "divas" de la música pop. El vídeo fue producido por Rino Films en un rodaje de más de 12 horas de trabajo, grabado a plano de secuencia. La dirección artística y styling del videoclip estuvo a cargo de Juan Camilo García, y la producción estuvo a cargo de Santiago Deluchi y Juliana Cuevas. Participaron diecinueve músicos. Las artistas y canciones a las que se les hizo tributo en el mix fueron las siguientes:
- Whitney Houston (I Will Always Love You)
- Christina Aguilera (Beautiful)
- Beyoncé, (Halo)
- Adele (Someone like You)
- Celine Dion (My Heart Will Go On)

### Himno Nacional de Colombia
El 11 de octubre de 2016, las integrantes de Ventino entonaron el Himno Nacional de Colombia en el Estadio Metropolitano Roberto Meléndez, en Barranquilla, al inicio del partido Colombia vs. Uruguay, en la décima fecha de la eliminatorias para la Copa Mundial de Fútbol Rusia 2018. La oportunidad de cantar en el partido surgió luego de que las integrantes de Ventino subieran a las redes sociales, el 20 de julio (Día de la Independencia de Colombia) su versión del Himno Nacional. El vídeo fue visto por la mesa directiva de la Federación Colombiana de Fútbol, quienes las invitaron a participar en el evento deportivo. La interpretación generó que fueran tendencia en redes sociales con el numeral #VentinoSiSabeCantarElHimno, con el que muchas personas compararon lo hecho por Ventino con lo difícil que había sido para otros artistas colombianos cantar el Himno en anteriores ocasiones.

### Contrato con Sony Music Colombia
Después de un año de cantar juntas, Pedro Malaver, mánager de Cali y El Dandee y Morat , conoció a las integrantes de Ventino y las puso en contacto con Sony Music Colombia, logrando firmar un contrato.

### Me equivoqué
Luego de la firma del contrato con Sony Music Colombia, la compañía disquera consideró que la imagen de las princesas de Disney no era suficiente para alcanzar a un gran público, por lo que encargó a Mauricio Rengifo y Andrés Torres, productores de Despacito de Luis Fonsi, para que dirigieran la realización del primer single de Ventino. La composición estuvo a cargo de Makis y Juliana, quienes estuvieron de acuerdo con la compañía en que debían dirigirse al público de habla hispana, creando canciones en español, pese a que con sus primeros covers habían recibido un gran apoyo del público de habla inglesa. Fue así como el 14 de octubre de 2016, Ventino subió a YouTube su primer sencillo, titulado Me equivoqué, un vídeo grabado en una casa a las afueras de Bogotá.

### Y no
El 28 de octubre de 2016 fue estrenado el vídeo de la canción titulada Y no.

### Cena con Joe Biden
El embajador de Colombia en los Estados Unidos, Juan Carlos Pinzón, invitó a Ventino para que cantaran en una cena con el vicepresidente de los Estados Unidos, Joe Biden, y el presidente de Colombia, Juan Manuel Santos, el 19 de noviembre de 2016. Esa noche, las integrantes de Ventino cantaron la canción Colombia, tierra querida, entre otras del folclor colombiano, además de cantarle la canción de cumpleaños a Joe Biden.

### Evolución de Shakira
El 29 de noviembre de 2016 Ventino subió a YouTube un vídeo titulado Evolución de Shakira, como tributo a la cantante colombiana. Se trata de un mashup integrado por 14 canciones de Shakira.

### Volverte a oír
Publicado el 11 de marzo de 2017. Balada producida por Santiago Deluchi y compuesta por las integrantes del grupo, Felipe Santos, Santiago Deluchi, Juan David Muñoz, Pedro Malaver y por el compositor y productor, Juan Pablo Isaza, integrante del grupo Morat. La canción fue inspirada en una relación de una de las integrantes.

### La vida sin ti
Publicado el 28 de julio de 2017, la canción fue dirigida por Mauricio Rengifo y el rodaje estuvo bajo la dirección de Juan Andrés Suárez y la productora Rino Films. Para la realización del vídeo se contó con la participación de más de cien fanes (ventiners).

### Qué hubiera sido
El vídeo de la canción Qué hubiera sido, subido a YouTube el 29 de septiembre de 2017, alcanzó un millón de vistas en tres días. El videoclip fue grabado en una bodega industrial cerca a Madrid (España), durante su segundo viaje a ese país, y estuvo bajo la dirección del español David Heof y con la productora madrileña Bandiz Studio.

### Apaga y vámonos
El 27 de octubre de 2017 fue el lanzamiento del videoclip de la canción Apaga y vámonos, grabado durante el verano de su segundo viaje a España. La canción fue compuesta por Andrés Torres, Raquel Sofía, Felipe González y Germán Duque, y producida por Felipe González y Germán Duque. El vídeo, grabado en varias regiones de España, fue dirigido por David Heof y producido por Bandiz Studio. La furgoneta que aparece en el vídeo recorrió las carreteras en Madrid, hasta llegar a la laguna rosada de la ciudad Torrevieja. Otros de los escenarios que aparecen son los molinos de viento de Criptana, el faro de Santa Pola y la ciudad de Alicante. La canción fue pensada como un homenaje de Ventino a sus fanes (ventiners) de España; por esa razón, el ritmo es una mezcla de pop con flamenco.

### Si decides (Baby)
El 4 de mayo de 2018 fue el lanzamiento de la canción y videoclip de la canción "Si decides" (Baby), grabado en Medellín. La canción logró un millón de visitas en su primer día. Esta canción las chicas las denominaron como algo nunca antes visto en Latinoamérica, aparte de que es el primer sencillo de su álbum debut que saldría 3 meses después. Logrando un tema fascinante.

## Otra noche - EP
El 13 de septiembre de 2019, el grupo lanzó un nuevo ep de 4 pistas titulado "Otra noche". Las pistas del EP se expandieron en el sonido de balada y midtempo por el que son populares y el grupo fue elogiado por su versatilidad en el sonido y por las voces del grupo. Cuenta con colaboraciones con Jeon y Roman. Para apoyar este nuevo proyecto, el grupo se embarcó en una gira por toda Colombia, incluido su primer concierto acústico.

## Conciertos en Colombia

### Conciertos en Bogotá
2024
- Teatro Jorge Eliecer Gaitán: jueves, 30 de mayo "INEVITABLES"  su último concierto oficial como grupo.
- Teatro Jorge Eliecer Gaitán: miércoles, 29 de mayo "INEVITABLES"en menos de 24 horas fue agotado.

2023
- Estudios de la piña domingo 17 de diciembre
- Estudios de la piña Sábado 16 de diciembre
- Vibra al natural:jueves 4 de mayo

2016
- Auditorio ABC: jueves, 24 de noviembre.

2017
- Colegio Margarita Bosco: lunes, 13 de febrero.
- Salitre Plaza Centro Comercial: sábado, 12 de agosto.[18]
- Salitre Plaza Centro Comercial: sábado, 19 de agosto.[19]
- Centro Cultural Gimnasio Moderno: domingo, 24 de septiembre (su primer concierto oficial).[20] En este concierto agotaron en 5 minutos la primera tanda de boletas y en menos de 48 horas fue sold out.
- Teatro Jorge Eliecer Gaitán: lunes, 18 de diciembre "YA ES NAVIDAD"

### Conciertos en Cartagena de Indias
2017
- Centro Comercial Caribe Plaza: viernes, 17 de marzo.[21]

## Giras internacionales

### Viaje al Perú
El 4 de marzo de 2017, el quinteto colombiano presentó un "VentiShow" online a través de su Facebook oficial. Debido a que un gran porcentaje de los fanes eran de Perú y Ecuador, las oficinas de Sony Music en esos países solicitaron la realización de conciertos en vivo. El 19, 20 y 21 de abril, Ventino visitó Lima (Perú). El viernes 21 de abril ofrecieron un acústico exclusivo para 30 fanes (ventiners) en las instalaciones de Radio Romántica. El 12 de mayo se presentaron en un concierto en la Plaza Lima Sur – Chorrillos, en Lima (Perú), como parte del ‘Festival Internacional de Baladas’ de Ritmo Romántica.

### Viaje a Ecuador
El 23 de abril, Ventino llegó a Guayaquil, en su primera visita al Ecuador. El 25 de abril Ventino fue entrevistado en el programa "El Club de la Mañana", en la televisión ecuatoriana.
El 26 de abril viajaron a Quito, y el día 27 presentaron un concierto en la Plaza Las Américas de la capital ecuatoriana. El 28 de abril visitaron el Centro Infantil Aprendiendo a Vivir, de la Fundación Reina de Quito, dedicado a atender a niños con síndrome de Down, donde las integrantes del quinteto colombiano cantaron algunas de sus canciones además de canciones infantiles.

### Gira "Déjate llevar" por España
Entre el 2 y el 19 de julio de 2017, Ventino estuvo de gira por España, como parte de la gira "Déjate llevar" de la Cadena Dial.
Ciudades visitadas:
- León (2 de julio).
- Vigo (4 de julio).
- Lugo (5 de julio).
- Torrelavega (7 de julio).
- Avilés (8 de julio).
- Segur de Calafell (11 de julio).
- Tarragona (12 de julio).
- Benidorm (13 de julio).
- Águilas (15 de julio).
- Armilla (16 de julio).
- Sevilla (18 de julio).
- Cádiz (19 de julio).

Adicionalmente, realizaron dos fechas finales en Málaga y Guardo (Palencia).

### Segundo viaje a España
En septiembre de 2017, Ventino estuvo en España durante diez días, como parte del Festival Vive Dial. Durante ese viaje, fueron grabados los vídeos de las canciones Qué hubiera sido y Apaga y vámonos.

### Viaje a México
El martes 10 de octubre de 2017, Ventino presentó un concierto en Monterrey, México, como parte del "Evento Digital 2017".
Los días 19 y 20 de octubre, Ventino se presentó en el Auditorio Nacional de la Ciudad de México, junto a la banda Morat.

### Segundo viaje al Perú
El lunes 23 de octubre de 2017, Ventino llegó a Lima, Perú, en su segundo viaje al país inca. El martes 24 de octubre presentaron su sencillo Qué hubiera sido en el Selfie Corazón de la Plaza Restaurantes, en Plaza Norte, donde también firmaron autógrafos. Las integrantes de Ventino fueron invitadas a los Premios La Zona 2017.
El 26 de octubre, Ventino fue premiado en la categoría Mejor Balada de los Premios La Zona 2017, en Lima, Perú. Este fue el primer premio que recibió la agrupación colombiana. También recibieron, por parte de Sony Music Perú, su primer disco de oro por la canción Me equivoqué.

### Segundo viaje a México
El 29 de octubre de 2017, las integrantes de Ventino abrieron el concierto del cantante Carlos Rivera en el Auditorio Nacional de Ciudad de México, con la canción Me equivoqué.

## Discografía
| Álbumes de estudio - 2017: Ya es navidad - 2018: Ventino - 2024 Inevitables | EPs - 2019: Otra Noche | Banda sonora - 2023: Ventino: El Precio de la Gloria |

## Premios
| Premio       | Entidad / Concurso                | País     | Fecha                 |
| ------------ | --------------------------------- | -------- | --------------------- |
| Mejor Balada | Premios La Zona 2017              | Perú     | 26 de octubre de 2017 |
| Disco de Oro | Sony Music Entertainment Perú     | Perú     | 26 de octubre de 2017 |
| Disco de Oro | Sony Music Entertainment México   | México   | 6 de marzo de 2020    |
| Disco de Oro | Sony Music Entertainment Colombia | Colombia | 13 de marzo de 2020   |